# Кисельов Андрій Дмитрович
Андрій Дмитрович Кисельов (1 жовтня 1895, село Кірельське Тетюшського повіту Казанської губернії, тепер Татарстан, Російська Федерація — розстріляний 28 серпня 1938, місто Москва, тепер Російська Федерація) — радянський діяч, 1-й секретар Алма-Атинського обласного комітету КП(б) Казахстану, 1-й секретар Севастопольського міського комітету ВКП(б) Кримської АРСР.

## Життєпис
Народився в родині селянина-бідняка. Батько помер у 1906 році. У 1907 році закінчив початкову школу в селі Кірельське Тетюшського повіту Казанської губернії.
З лютого 1908 по січень 1911 року — наймит і ловець неводом риби у рибальських артілях рибопромисловців Бобрових, Бакуніних, Ланцових в селах Кірельське та Богородське.
У березні 1911 — серпні 1913 року — робітник з ремонту суден і барж та обколці льоду пароплавного товариства «Кавказ та Меркурій» на пристані «Переволока» та в Спаському затоні Спаського повіту Казанської губернії.
У серпні 1913 — липні 1914 року — матрос пароплава «Святополк» пароплавного товариства «Ока» на річках Волзі та Камі. У липні 1914 — червні 1915 року — матрос шхуни «Екватор» пароплавства «Східне товариство» в Каспійському морі. У червні 1915 — травні 1916 року — матрос теплохода «Дванадцятий рік» пароплавного товариства «Кавказ та Меркурій» на Волзі. У травні 1916 — листопаді 1918 року — матрос, штурвальний теплохода «Петроград» пароплавного товариства «Кавказ та Меркурій» на річках Волзі та Камі.
У червні 1918 року теплохід «Петроград» був відведений до міста Пермі, де увійшов до складу Волзької флотилії Червоного флоту. З літа 1918 року Андрій Кисельов служив рядовим сухопутного загону кронштадтських матросів тов. Булкіна, брав участь у придушенні Воткінського повстання. У жовтні 1918 року теплохід «Петроград» виведений на зимівлю в Заозерський затон, де, через загрозу захоплення білими, із корабля було демонтовано мотори та механізми.
Член РКП(б) з листопада 1918 року.
З листопада 1918 року — рядовий Пермського батальйону Надзвичайної комісії (ЧК), разом із батальйоном відступав від Пермі до Оханська. До квітня 1919 року — рядовий та член партійного комітету Північного комуністичного полку 29-ї стрілецької дивізії РСЧА в Оханську. З квітня по грудень 1919 року — політпрацівник 249-го стрілецького полку 28-ї стрілецької дивізії РСЧА в місті Сарапулі. Був контужений в бою біля Бондюзького заводу, лікувався в госпіталі № 1110 міста Казані.
З грудня 1919 по 1921 рік — військовий комісар 909-го загону по боротьбі із дезертирством (продовольчого загону) РСЧА на Східному фронті в Осинському повіті Пермської губернії та водночас член Осинського повітового комітету РКП(б) та виконувач обов'язків відповідального секретаря Рябковського районного комітету РКП(б) Осинського повіту. З березня по жовтень 1921 року хворів на тиф.
У жовтні 1921 — травні 1924 року — студент та член бюро партійного комітету Комуністичного вузу імені Зінов'єва в місті Петрограді.
У травні 1924 — вересні 1927 року — завідувач агітаційно-пропагандистського відділу Череповецького губернського комітету ВКП(б).
У вересні 1927 — січні 1928 року — завідувач підвідділу агітації відділу агітації, пропаганди та друку Уральського обласного комітету ВКП(б).
У січні 1928 — березні 1930 року — завідувач відділу по роботі на селі Уральського обласного комітету ВКП(б) у місті Свердловську.
У березні — травні 1930 року — відповідальний секретар Ішимського окружного комітету ВКП(б) Уральської області.
У травні 1930 — жовтні 1931 року — відповідальний секретар Златоустівського міського комітету ВКП(б) Уральської області.
У жовтні 1931 — серпні 1933 року — секретар Уральського обласного комітету ВКП(б) з транспорту та зв'язку.
31 липня 1933 — вересень 1934 року — начальник політичного відділу Туркестано-Сибірської залізниці (Турксибу) в місті Алма-Аті.
У вересні 1934 — квітні 1937 року — 1-й секретар Алма-Атинського обласного комітету КП(б) Казахстану. 
У квітні 1937 — січні 1938 року — 1-й секретар Севастопольського міського комітету ВКП(б) Кримської АРСР.
До березня 1938 року — керуючий Кримського державного видавництва в місті Сімферополі.
17 березня 1938 року заарештований УДБ УНКВС Кримської АРСР в місті Сімферополі. 28 серпня 1938 року засуджений Верховним судом СРСР до страти, того ж дня розстріляний та похований на полігоні «Комунарка» біля Москви.
Посмертно реабілітований 27 жовтня 1956 року.